# III型分泌系统

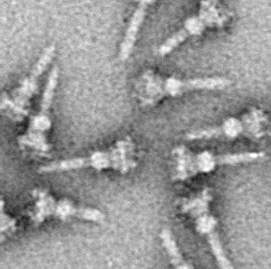
III型分泌系统针状复合物的透射电子显微镜照片，从鼠伤寒沙门氏菌中分离出来。

III型分泌系统（英語： 缩写TTSS或T3SS）是革兰氏阴性菌的一个由多组分蛋白复合体形成的跨膜通道，它通过分泌蛋白，或把这些毒力蛋白直接注入宿主细胞中发挥致病作用。
在病原性细菌中，针状结构被用作传感探针来检测真核生物体的存在和分泌蛋白以帮助细菌感染它们。分泌的效应蛋白是直接从细菌细胞分泌到真核（宿主）细胞，在那里它们施加了许多效果，可有助于病原体存活和抑制植物免疫反应。

## 概况
III型分泌系统术语被创造于1993年。这个分泌系统是被从革兰氏阴性菌中发现的至少五个其他分泌系统区别开来。许多细菌拥有一个T3SS和能够把T3SS基因盒水平转移到其他物种。研究的最多的T3SSs来自志贺氏菌（引起细菌性痢疾），沙门氏菌（伤寒），大肠杆菌（肠道菌群，某些菌株引起食物中毒），弧菌属（胃肠炎和腹泻），伯克霍尔德杆菌（马鼻疽）的种，耶尔森氏菌（鼠疫），衣原体（性病），假单胞菌（感染人类，动物和植物），和植物病原体欧文氏菌属，青枯和黄单胞菌属，以及植物共生根瘤菌。
III型分泌系统(T3SS)是由大约30种不同的蛋白质组成，使之成为最复杂的分泌系统之一。其组成部分主要分为底座与针状结构两部分。底座(basal body)根植于细胞膜之中，由许多同种蛋白质组成的针状结构伸出胞外。与细菌鞭毛相比，其结构显示许多相似之处（长的，刚性，胞外结构用于能动性）。一些参与T3SS的蛋白质和鞭毛蛋白分享氨基酸序列同源性。一些具有T3SS的细菌有鞭毛，而且能运动（例如，沙门氏菌），和一些不能运动（例如，志贺氏菌）。从技术上来讲，III型分泌既可以被用于分泌感染相关的蛋白，同时也可以被用于鞭毛组件。然而，“III型分泌”术语主要被用于在有关于感染装置。细菌鞭毛与III型分泌系统共享一个共同的祖先。